# Ilpe
Die Ilpe ist ein 8,3 km langer, rechter Nebenfluss der Wenne in Nordrhein-Westfalen, Deutschland. Der Bach fließt im Westen des Hochsauerlandkreises durch Schmallenberg und Eslohe.

## Geographie
Die Ilpe entspringt etwa 1,6 km südöstlich von Altenilpe auf einer Höhe von 511 m ü. NHN. Sie fließt vorrangig in nordwestliche Richtungen. Dabei werden die Orte Altenilpe, Nierentrop und Twismecke durchflossen. Zwischen Frielinghausen und Bremke mündet die Ilpe auf 301 m ü. NHN rechtsseitig in die Wenne.
Auf ihrem 8,3 km langen Weg erfährt die Ilpe einen Höhenunterschied von 210 m, was einem mittleren Sohlgefälle von 25,3 ‰ entspricht. Sie entwässert ein 12,571 km² großes Einzugsgebiet über Wenne, Ruhr und Rhein zur Nordsee.
Die Quelle und der Gewässerlauf der Ilpe im Stadtgebiet Schmallenberg befinden sich bis auf Ortslagen im Landschaftsschutzgebiet Abschnitt der Ilpe mit Kleiner Ilpe, Hengsiepen und Hallebach von der Quelle bis zur Grenze der Gemeinde Eslohe mit angrenzendem Hangmagergrünland bei Nierentrop.

### Nebenflüsse
Im Folgenden werden die Nebenflüsse in der Reihenfolge von der Quelle zur Mündung genannt, die von der Bezirksregierung Köln (ehemaliges Landesvermessungsamt) geführt werden. Angegeben ist jeweils die orografische Lage der Mündung, die Länge, die Größe des Einzugsgebiets, die Höhenlage der Mündung und die Gewässerkennzahl.
| Name                | GKZ      | Lage   | Länge [km] | EZG [km²] | Mündung | Mündungshöhe [m ü. NHN] |
| ------------------- | -------- | ------ | ---------- | --------- | ------- | ----------------------- |
| Hallebach (-siepen) | 2761662  | links0 | 001,7000   | 0000,9060 |         | 39300000                |
| Hengsiepen          | 27616632 | rechts |            | 0001,8000 |         | 38200000                |
| Kleine Ilpe         | 2761664  | rechts | 002,7000   | 0002,1360 |         | 35500000                |